# Thomas Fantet de Lagny
Thomas Fantet de Lagny   (Lió, 7 de novembre de 1660 - París, 11 d'abril de 1734) va ser un matemàtic francès dels segles XVII-XVIII, conegut pels seus càlculs computacionals.

## Vida
Lagny era fill d'un oficial reial de Grenoble i de la filla d'un metge de Montpeller. Sembla que va estudiar al col·legi jesuïta de Lió i després va estudiar lleis a Tolosa de Llenguadoc. Totes les matemàtiques que va estudiar ho va fer per si mateix.
El 1686 es trasllada a París on fa de tutor dels fills del duc de Noailles mentre continua estudiant matemàtiques pel seu compte, i col·labora eventualment amb L'Hôpital. A partir de 1690 començarà a publicar alguns articles sobre el càlcul aproximat dels nombres irracionals. Gràcies a aquestes publicacions, el 1695 és nomenat membre associat de l'Acadèmie Royale des Sciences.
El 1695, per manament reial i a instàncies de l'abat Jean Paul Bignon, és nomenat professor de la nova escola d'hidrografia que Jean-Baptiste Colbert havia creat a Rochefort al costat del complex militar i marí del seu port. Això el va allunyar dels cercles més actius de les matemàtiques franceses que estaven, bàsicament, a París.
El 1716, gràcies a un dels seus antics deixebles, Adrien Maurice de Noailles (president del Consell de Finances de la Regència), va ser nomenat sotsdirector de la Banque Générale (el futur Banc de França), però va renunciar al càrrec el 1718, poc abans que es convertís en Banque Royale i el seu crac portés l'estat francès a una difícil situació.
El 1719 va ser nomenat membre pensionari de l'Acadèmie Royale des sciences, però la seva progressiva debilitat el va fer renunciar el 1733 i va ser l'acadèmia qui va acabar les obres que tenia en projecte.

## Obra
Els càlculs computacionals de Lagny, fets en l'època del naixement del càlcul infinitesimal, poden qualificar-se de passats de moda i poc reconeguts. Malgrat això, va demostrar força enginy en la producció i l'ús de taules numèriques i, encara més important, va demostrar cert enginy per discutir els criteris de convergència de les sèries. En el seu llibre Analyse générale ou Méthodes nouvelles pour résoudre les problèmes de tous les genres et de tous degrés à l'infini (París, 1733), descriu el que ell anomena théorie générale des rapports i que avui anomenaríem continuant matemàtic.
També és destacable la seva intuïció de les aritmètiques de base diferent de 10.
El fet pel que és més recordat és el d'haver calculat el nombre π amb 127 decimals.

## Anècdota
Estava tan acostumat a la computació numèrica, que s'explica la següent anècdota, que si non é vera, non é mal trobata, Quan es trobava en el seu llit mortuori, ja molt, molt dèbil, no podia ni parlar als seus familiars que li donaven ànim entorn el llit. Maupertuis, amic de la família que també estava per allà, va dir: Ja veureu com jo el faig parlar!. I es va dirigir al dèbil malalt, preguntant-li: El quadrat de dotze?. Lagny va mussitar: Cent quaranta-quatre. I aquestes van ser les seves últimes paraules.